# Budapest Black Knights 2007
Questa voce raccoglie le informazioni riguardanti i Budapest Black Knights nelle competizioni ufficiali della stagione 2007.

## Divízió I 2007

### Stagione regolare
| Rákóczifalva 15 aprile 2007, ore 15:05 1ª giornata | Szolnok Soldiers | 0 – 22 (0-0 0-8 0-0 0-14) referto | Budapest Black Knights | Sportpálya (450 spett.) |

| Budapest 22 aprile 2007 2ª giornata | Budapest Black Knights | 30 – 48 (16-14 0-20 0-7 14-7) | Debrecen Gladiators | BVSC stadion (500 spett.) |

| Budapest 13 maggio 2007, ore 15:00 5ª giornata | Budapest Black Knights | 20 – 17 (14-0 0-10 0-7 6-0) referto | Szolnok Soldiers | BVSC Stadion (150 spett.)\| Arbitro: \| Kruts \| |
| Arbitro:                                       | Kruts                  |                                     |                  |                                                  |

| Debrecen 27 maggio 2007 7ª giornata | Debrecen Gladiators | 14 – 0 (0-0 7-0 0-0 7-0) | Budapest Black Knights | Nagyerdei Stadion (100 spett.) |

### Playoff
| Győr 24 giugno 2007 Semifinale | Győr Sharks | 42 – 6 | Budapest Black Knights | Dózsa Sporttelep |

## Statistiche di squadra
| Competizione      | %Vittorie | In casa | In casa | In casa | In casa | In casa | In casa | In trasferta | In trasferta | In trasferta | In trasferta | In trasferta | In trasferta | Totale | Totale | Totale | Totale | Totale | Totale |
| Competizione      | %Vittorie | G       | V       | N       | P       | Pf      | Ps      | G            | V            | N            | P            | Pf           | Ps           | G      | V      | N      | P      | Pf     | Ps     |
| ----------------- | --------- | ------- | ------- | ------- | ------- | ------- | ------- | ------------ | ------------ | ------------ | ------------ | ------------ | ------------ | ------ | ------ | ------ | ------ | ------ | ------ |
| Stagione regolare | .500      | 2       | 1       | 0       | 1       | 50      | 65      | 2            | 1            | 0            | 1            | 22           | 14           | 4      | 2      | 0      | 2      | 72     | 79     |
| Playoff           | .000      | 0       | 0       | 0       | 0       | 0       | 0       | 1            | 0            | 0            | 1            | 6            | 42           | 1      | 0      | 0      | 1      | 6      | 42     |
| Totale            | .400      | 2       | 1       | 0       | 1       | 50      | 65      | 3            | 1            | 0            | 2            | 28           | 56           | 5      | 2      | 0      | 3      | 78     | 121    |